# Puszczyków
Puszczyków – dzielnica miasta Szprotawa w Polsce położonego w województwie lubuskim, w powiecie żagańskim.
Nazwa nie występuje w spisie miejscowości, ale występuje na stronie internetowej gminy. Według zestawienia Centralnego Ośrodka Dokumentacji Geodezyjnej i Kartograficznej we wskazanym miejscu jest część miasta o nazwie Małe Puszczykowo w geoportal występuje nazwa Mały Puszczyków a na nowszych Małe Puszczykowo.

## Zabytki

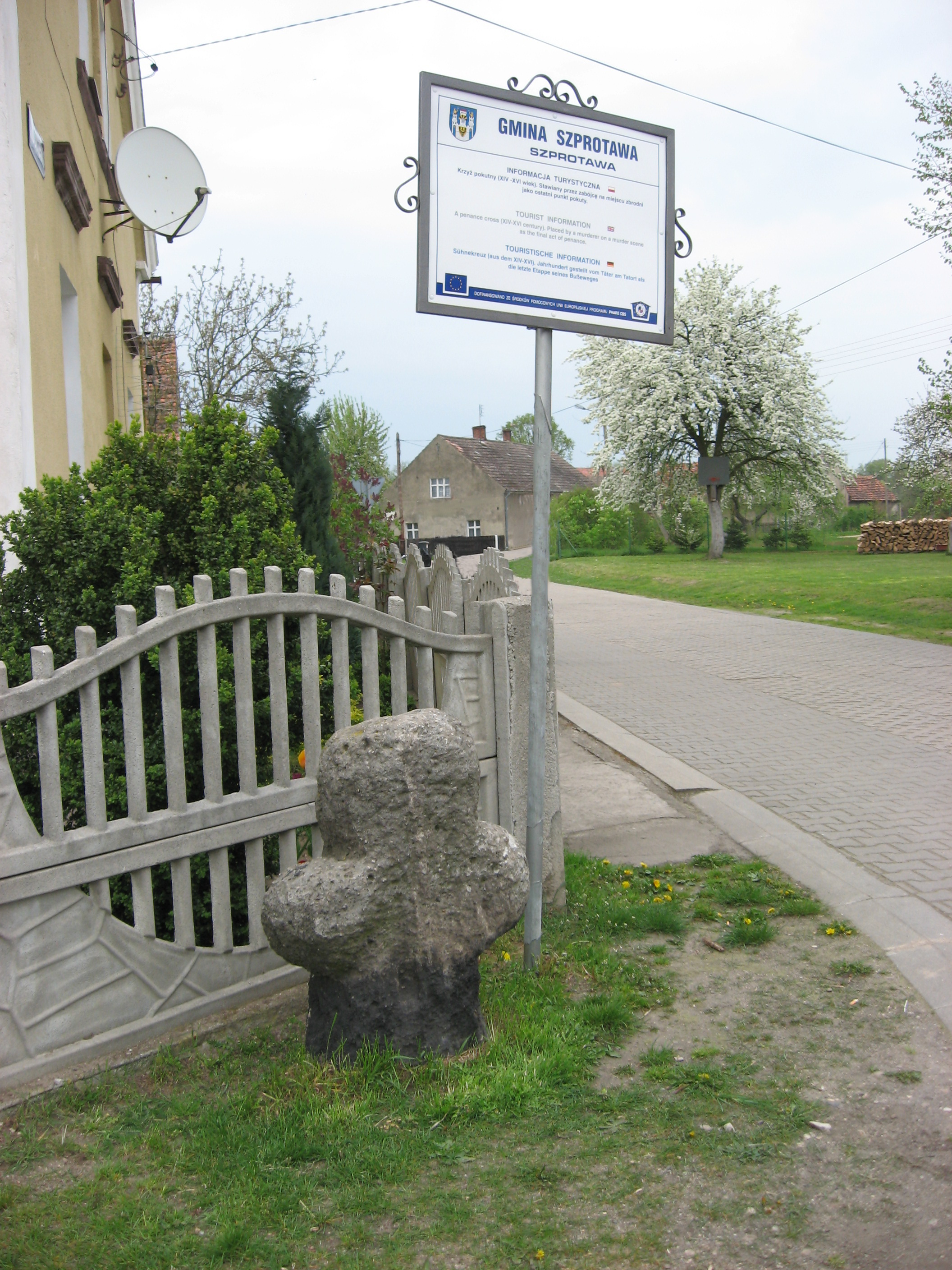
Kamienny krzyż w Puszczykowie

W pobliżu Kościoła pw. Zbawiciela Świata w Puszczykowie, obok dawnej karczmy  znajduje się kamienny krzyż ze zlepieńca z mało wyraźnym rytem, prawdopodobnie miecza lub sztyletu. Określany jest często jako tzw. krzyż pokutny, co jednak nie ma podstaw w  dowodach ani badaniach, a jest oparte jedynie na nieuprawnionym założeniu, że wszystkie stare kamienne krzyże monolitowe, zwłaszcza te z rytami broni, o których pochodzeniu nie zachowały się żadne informacje,  są krzyżami pokutnymi, chociaż w  rzeczywistości powód fundacji takiego krzyża może być różnoraki, tak jak każdego innego krzyża. Niestety hipoteza ta stała się na tyle popularna, że zaczęła być odbierana jako fakt i pojawiać się w lokalnych opracowaniach, informatorach czy przewodnikach jako faktyczna informacja, bez uprzedzenia, że jest to co najwyżej luźny domysł bez żadnych bezpośrednich dowodów.